# John Martin (Maler)

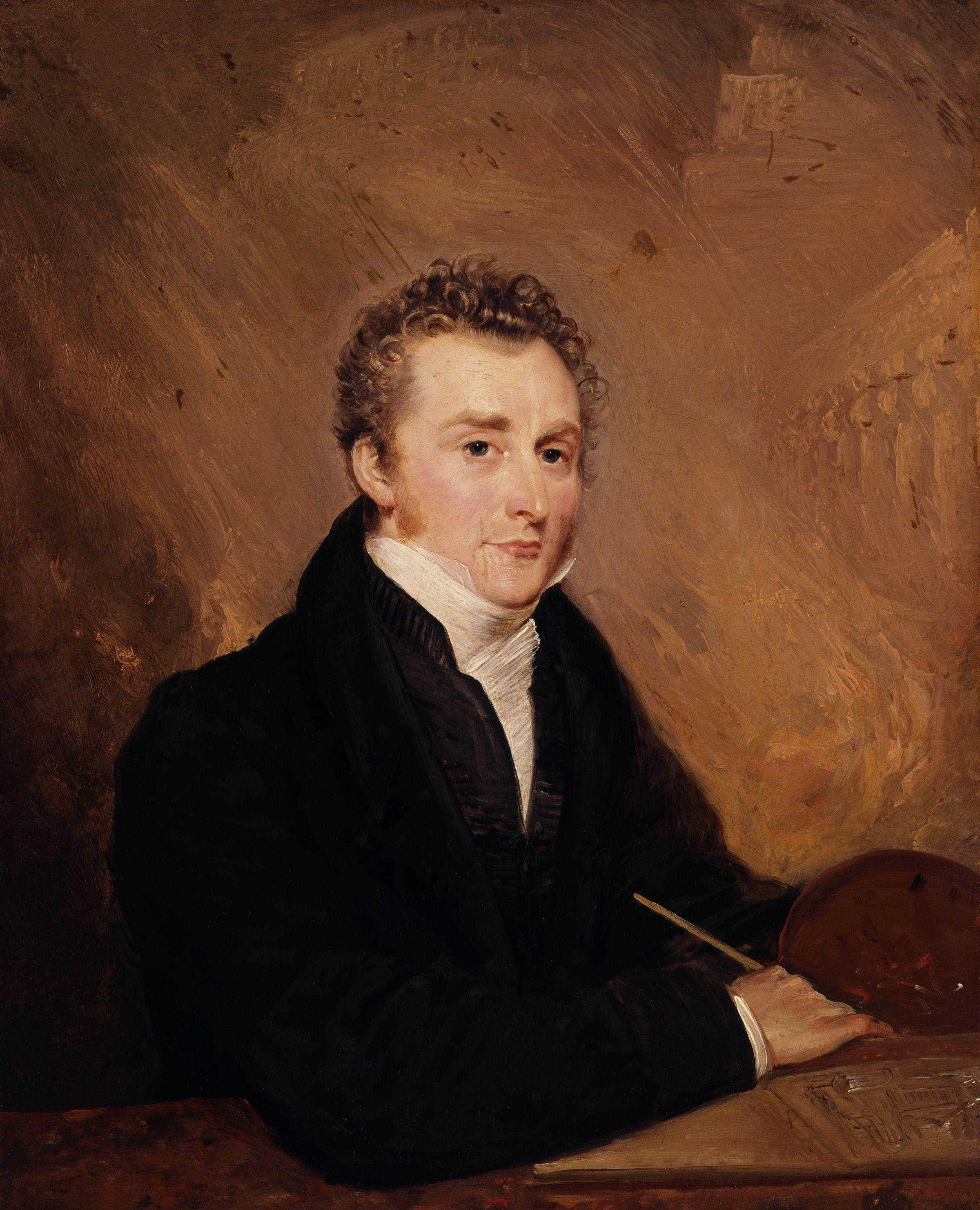
John Martin auf einem Ölgemälde von Henry Warren, 1839

John Martin (* 19. Juli 1789 in Haydon Bridge bei Hexham, Northumberland, England; † 17. Februar 1854 auf der Isle of Man) war ein englischer Maler und Grafiker.

## Leben
Martins Vater wollte ihn bei einem Hersteller von Reisekutschen in die Lehre geben, damit er dort die Wappenkunst erlerne, doch wegen einer Meinungsverschiedenheit wurde diese Vereinbarung aufgelöst und Martin ging zu Bonifacio Musso, einem italienischen Künstler, dem Vater des Email-Malers Charles Musso (1779–1824). Mit seinem Meister zog Martin 1806 von Newcastle-upon-Tyne nach London, wo er im Alter von neunzehn Jahren heiratete und seinen Lebensunterhalt durch Zeichenstunden, Glas- und Porzellanmalerei und Gemälden in Wasserfarben verdiente. In seiner Freizeit beschäftigte er sich mit der Perspektive und der Architektur.
Ab 1812 erhielt Martin für sein Werk größere Beachtung. Er wurde noch bekannter als sein älterer Bruder, der Nonkonformist Jonathan Martin, im Februar 1829 vorsätzlich Feuer im York Minster legte. Das Feuer richtete beträchtlichen Schaden an, und der Anblick wurde von Betrachtern, die noch nichts über die Verbindung zwischen dem Brandstifter und dem Maler wussten, mit John Martins Werken verglichen. John bezahlte die Verteidigung seines Bruders vor Gericht; Jonathan, bekannt als „Mad Martin“, wurde für schuldig befunden, doch blieb ihm wegen geistiger Unzurechnungsfähigkeit der Strang erspart.
1854 erlitt Martin während seiner Arbeit einen Schlaganfall und starb auf der Isle of Man.

## Werk
Das erste Gemälde Martins, das in einer Ausstellung gezeigt wurde, war Sadak in Search of the Waters of Oblivion (Sadak auf der Suche nach den Wassern des Vergessens). Es wurde für 50 Guineen verkauft und 1812 im Vorraum der Royal Academy of Arts aufgehängt, es befindet sich heute im Saint Louis Art Museum. Dem Gemälde folgten Expulsion (Die Vertreibung, 1813), Paradise (Das Paradies, 1813), Clytie (1814) und Joshua Commanding the Sun to Stand Still upon Gibeon (Josua befiehlt der Sonne über Gibeon stillzustehen, 1816). Im Jahr 1821 erschien sein Bild Belshazzar’s Feast (Belsazars Fest), das zu vielen positiven und feindlichen Kommentaren Anlass gab und einen Preis von 200 Pfund an der British Institution davontrug, wo Joshua schon zuvor einen Preis von 100 Pfund erhalten hatte.

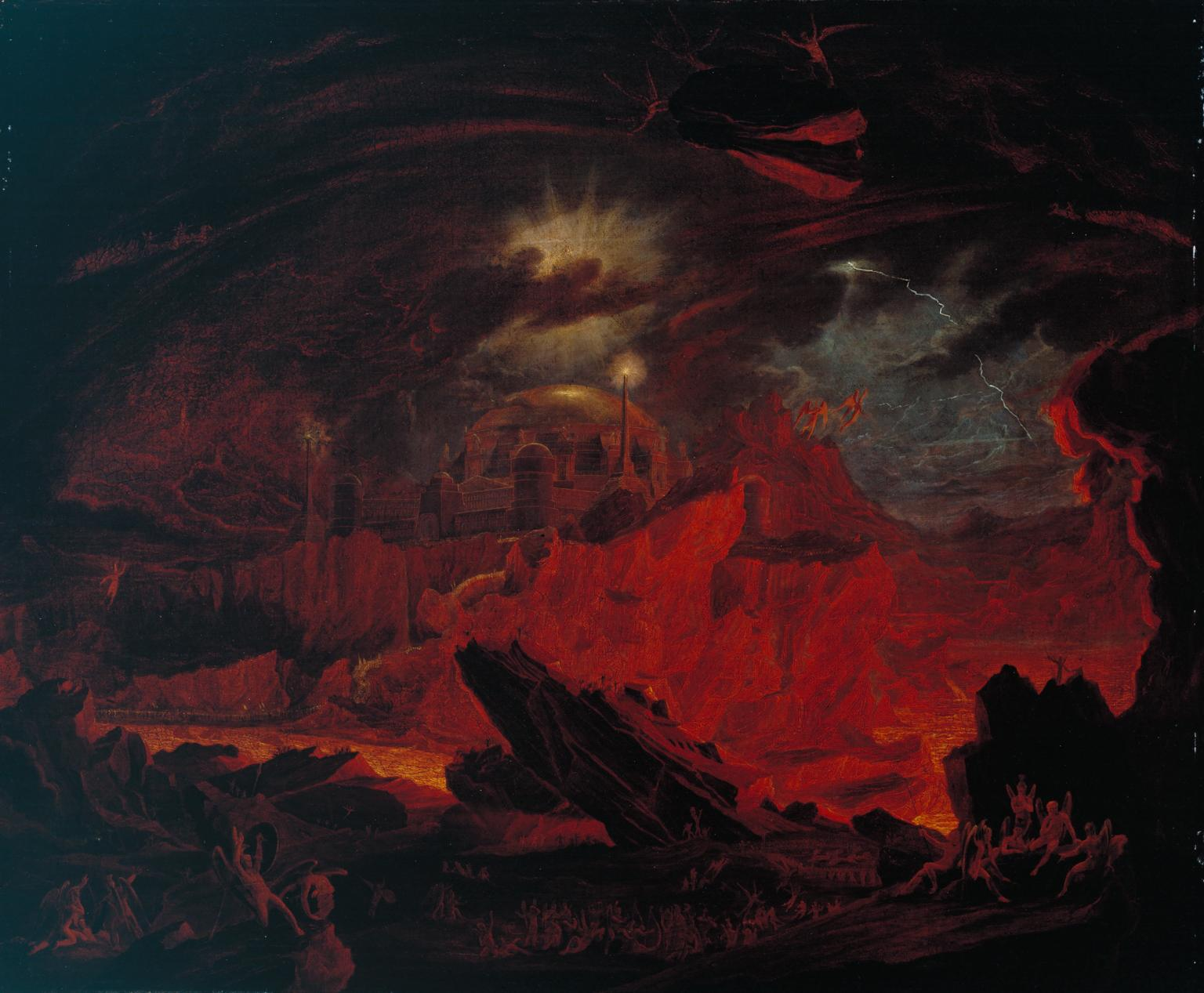
„Die gestürzten Engel in der Hölle“, 1841, Tate Gallery London

Weitere Bilder waren Destruction of Herculaneum (Die Zerstörung Herculaneums, 1822), Creation (Schöpfung, 1824), Eve of the Deluge (Die Flut, 1841), Fallen Angels in Hell („Die gestürzten Engel in der Hölle“, 1841). Des Weiteren erstellte er eine Reihe anderer biblischer und fantastischer Themen, darunter Lord Byrons in der Schweiz spielende Drama Manfred in Manfred and the Alpine Witch („Manfred und die Alpenhexe“, 1837). Martin erfreute sich großer Popularität. Ein Druck von Belshazzar’s Feast hing im Salon des Pfarrhauses der Brontës in Haworth, wo Charlotte und ihr Bruder Branwell Martins Werke kopierten. Martins fantastische Architektur beeinflusste die Königreiche Glasstown und Angria im Jugendwerk der Brontës, in dem er selbst als Edward de Lisle of Verdopolis auftaucht.

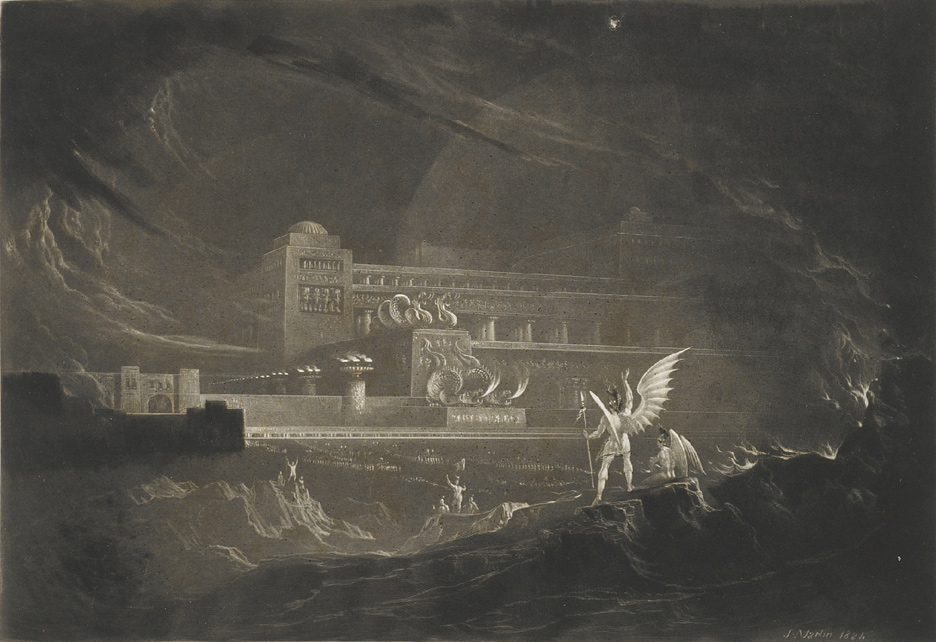
Pandemonium, Mezzotinto

Neben seiner Tätigkeit als Maler war John Martin ein bedeutender Grafiker. Im Laufe vieler Jahre überstieg sein Einkommen mit Schabkunstblättern das Einkommen aus dem Verkauf seiner Bilder. 1823 wurde Martin von Samuel Prowett, einem amerikanischen Verleger, damit beauftragt, John Miltons Paradise Lost zu illustrieren, wofür ihm 2000 Pfund gezahlt wurden. Noch bevor die ersten 24 Stiche fertiggestellt waren, wurden ihm weitere 1500 Pfund für einen zweiten Satz von 24 kleineren Stichen gezahlt. Zwei der wegen der dargestellten Architektur bemerkenswerteren Stiche sind Pandemonium und Satan Presiding at the Infernal Council (Satan sitzt dem Konzil der Hölle vor). Prowett gab vier separate Editionen der Stiche in monatlichen Ausgaben heraus, von denen die erste am 24. März 1825 und die letzte im Jahr 1827 erschien. Von Prowetts Unternehmung wurde Martin dazu angeregt, seine eigenen Illustrationen des Alten Testaments selbst zu veröffentlichen. Dies geschah zwischen 1831 und 1835, doch stellte sich das Projekt als äußerst aufwendig und nicht sehr profitabel heraus. Er verkaufte die verbliebenen Illustrationen an Charles Tilt, der sie 1838 in einem Folio-Album und 1839 in einem kleineren Format herausbrachte.
Außerdem beschäftigte sich Martin mit Plänen für die städtebauliche Verbesserung Londons und veröffentlichte zahlreiche Pamphlete und Pläne für die städtische Wasserversorgung, Kanalisation, die Docks und das Eisenbahnsystem. Seine Pläne für die Kanalisation, die er 1834 herausgab, nahmen die Pläne von Joseph Bazalgette aus dem Jahr 1859 vorweg, in denen vorgeschlagen wurde, Sammelkanäle mit Zugängen an beiden Ufern der Themse zu bauen.

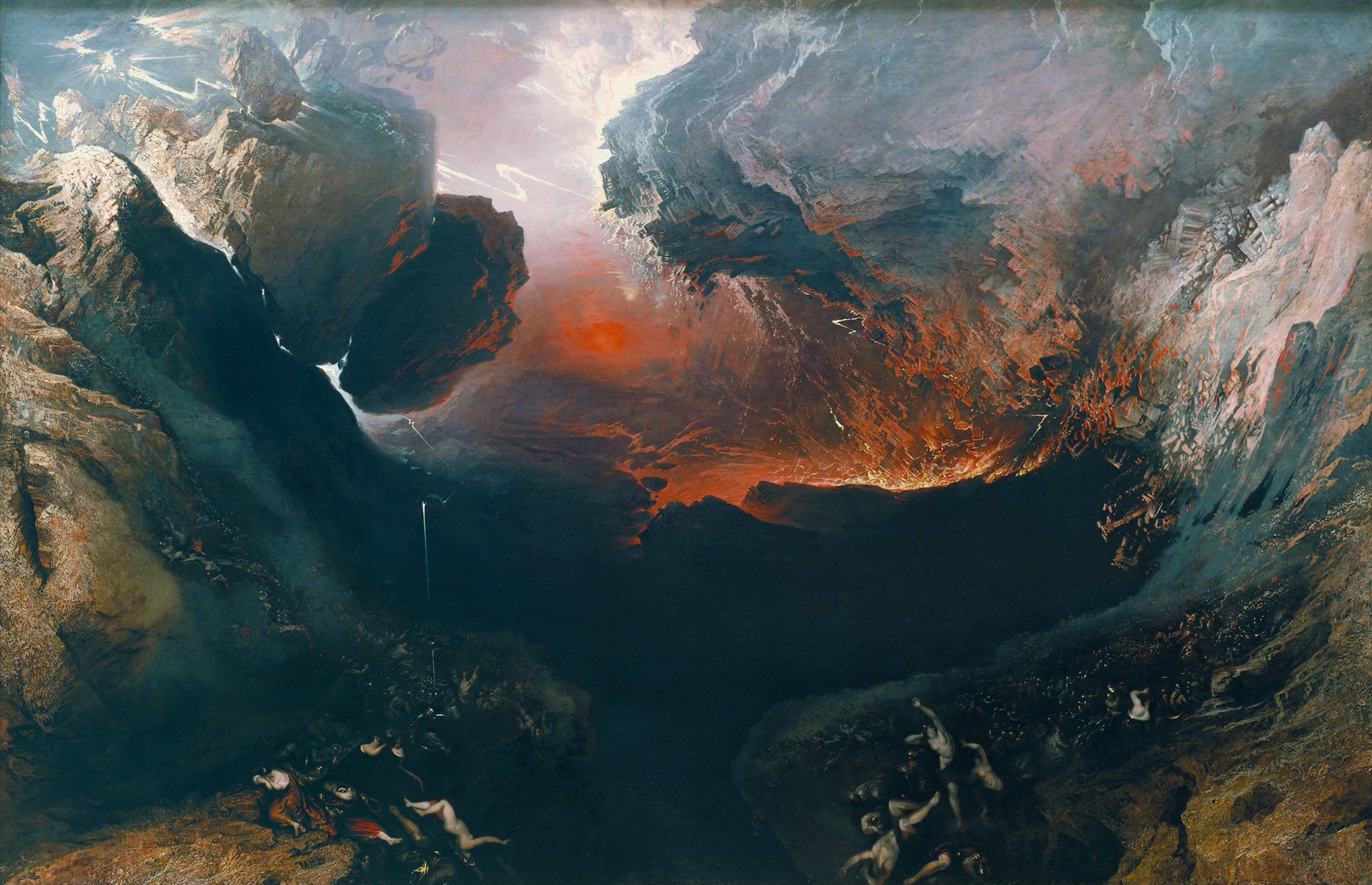
The Great Day of His Wrath, etwa 1853

Während der letzten vier Jahre seines Lebens arbeitete Martin an einem Triptychon bedeutender biblischer Themen: The Last Judgment (Das Jüngste Gericht), The Great Day of His Wrath (Der große Tag seines Zorns) und The Plains of Heaven (Die Himmelsebenen). Von The Plains of Heaven glaubt man, dass es seine Jugenderinnerungen an Allendale widerspiegelt. Die Gemälde wurden 1974 der Tate Britain vermacht.